# Alessandro Milan
Alessandro Maria Milan (Sesto San Giovanni, 5 dicembre 1970) è un giornalista, conduttore radiofonico e conduttore televisivo italiano.

## Biografia
Laureato in Scienze politiche all'Università degli Studi di Milano, Alessandro Milan lavora a Radio 24 dal 1999, primo anno di trasmissioni dell'emittente. Ha condotto per tre anni Linea 24 e in seguito Reporter 24, programma di approfondimento e d'inchiesta.
Dal settembre 2007 al gennaio 2009 ha condotto la trasmissione Viva Voce.
Dal 2010 conduce 24 Mattino, quotidiano di attualità, politica, cronaca ed economia.
Dal settembre 2013 al giugno 2014 conduce la trasmissione televisiva Funamboli, su 7 Gold.
Durante l'estate 2014 conduce Platone - La caverna dell'informazione, insieme a Leonardo Manera, Luca Klobas e Danilo Vizzini. La trasmissione viene riproposta nei teatri negli anni successivi.
Dalla stagione 2017-2018 lascia la conduzione di 24 Mattino (passata a Luca Telese) per condurre Funamboli insieme a Veronica Gentili e al comico Leonardo Manera. Dal 2018 conduce la trasmissione Uno, nessuno, cento Milan con Leonardo Manera su Radio 24.

## Vita privata
Milan è stato sposato con la collega Francesca Del Rosso (1974–2016), da cui ha avuto i figli Angelica e Mattia, alla quale ha dedicato due libri. In sua memoria ha istituito il "Premio Wondy per la letteratura resiliente".

## Opere
- Mi vivi dentro, Milano, DeA Planeta Libri, 2018.
- Due milioni di baci, Milano, DeA Planeta Libri, 2019.
- Un giorno lo dirò al mondo, Milano, Mondadori, 2021.
- I giorni della libertà, Milano, Mondadori, 2023.